# The Star (Südafrika)
The Star ist eine überregionale, englischsprachige Tageszeitung in Südafrika, die von Independent News & Media herausgegeben wird und zu den auflagenstärksten Tageszeitungen des Landes zählt. Samstags erscheint sie als Saturday Star.

## Geschichte
The Star wurde in 1873 als Eastern Star in Grahamstown im Osten der damaligen Kapkolonie gegründet. 1887 später zogen die Herausgeber nach Johannesburg um und gaben der Zeitung den heutigen Namen. Dabei wurde die Druckerpresse mit dem Ochsenkarren transportiert. Die Erstausgabe des Star erschien am 17. Oktober 1887. Die Verlagsadresse ist seither 47 Sauer Street in Johannesburg. Bis März 1889 erschien der Star zwei Mal pro Woche, danach täglich außer Sonntags. 1935 wurde das Motto „Telling it like it is“ (Es berichten, wie es wirklich ist) kreiert, das bis heute das Motto der Zeitung geblieben ist. Ursprünglich waren die weißen Südafrikaner die Zielgruppe, heute sind mehr als die Hälfte der Leser Schwarze.
1999 verpflichteten sich die Redakteure der Zeitung, Regeln bezüglich ihrer Arbeit einzuhalten, etwa in einem Konflikt beide Seiten zu hören und Werbekunden nicht zu bevorzugen.
Herausgeber ist seit 2002 Moegsien Williams. The Star ist die älteste bis heute bestehende Marke Johannesburgs. Zusätzlich zum Star werden die Zeitungen The Star Tonight, Star Motoring, Star Classifieds und Business Report herausgegeben, letztere die meistverkaufte Wirtschaftszeitung Südafrikas. 
Um 2008 betrug die Auflage 171.542, die Anzahl der Leser rund 616.000. Im 1. Quartal 2015 war die Auflage auf 91.735 gesunken. Die meisten Leser leben in der Provinz Gauteng rund um Johannesburg. Die Zeitung wird täglich per Luftfracht in weite Teile Südafrikas und ins nahe Ausland geliefert. Die Website mit dem Online-Angebot des Star und weiterer Zeitungen derselben Mediengruppe ist mit 1,3 Millionen unterschiedlichen Benutzern die meistaufgerufene Website Afrikas.
Zu den Zielen der Zeitung gehört die Schaffung eines nichtrassischen, nichtsexistischen und vereinten Südafrikas auf der Grundlage der Menschenrechte. Der Star tritt für die Benachteiligten ein, steht aber zugleich für eine behutsame Änderung der Verhältnisse.

## Beschreibung
The Star erscheint als Tabloid im Vierfarbdruck.

## Redakteure (Auswahl)
- Don Mattera, ab 1973, 1976 als stellvertretender Herausgeber, obwohl er gebannt war[6]
- Mike Nicol, etwa ab 1975
- Kevin Carter, 1984–1994 Fotoredakteur, Suizid 1994
- Ken Oosterbroek, Fotoredakteur, 1991–1994 Leiter der Fotoredaktion, 1994 erschossen
- João Silva, Fotoredakteur

## Weitere Mitarbeiter (Auswahl)
- Arthur Maimane, 1994–1997 Geschäftsführer und Medienberater